# Kanton Condé-en-Brie
Kanton Condé-en-Brie (fr. Canton de Condé-en-Brie) byl francouzský kanton v departementu Aisne v regionu Pikardie. Tvořilo ho 27 obcí. Zrušen byl po reformě kantonů 2014.

## Obce kantonu
- Artonges
- Barzy-sur-Marne
- Baulne-en-Brie
- Celles-lès-Condé
- La Celle-sous-Montmirail
- La Chapelle-Monthodon
- Chartèves
- Condé-en-Brie
- Connigis
- Courboin
- Courtemont-Varennes
- Crézancy
- Fontenelle-en-Brie
- Jaulgonne
- Marchais-en-Brie
- Mézy-Moulins
- Monthurel
- Montigny-lès-Condé
- Montlevon
- Pargny-la-Dhuys
- Passy-sur-Marne
- Reuilly-Sauvigny
- Rozoy-Bellevalle
- Saint-Agnan
- Saint-Eugène
- Trélou-sur-Marne
- Viffort